# Xã Momence, Quận Kankakee, Illinois
Xã Momence (tiếng Anh: Momence Township) là một xã thuộc quận Kankakee, tiểu bang Illinois, Hoa Kỳ. Năm 2010, dân số của xã này là 3.820 người.